# Spångsholm
Spångsholm es una localidad situada en el municipio de Mjölby, provincia de Östergötland, Suecia, con 408 habitantes, según el censo de 2010.